# Beckov
Beckov (deutsch Beckow, ungarisch Beckó) ist eine Gemeinde in der Westslowakei. Sie liegt im nördlichen Donauhügelland am Fluss Waag am Fuße des Inowetz, 8 km von Nové Mesto nad Váhom und 21 km von Trenčín entfernt.
Der Ort wurde 1208 erstmals schriftlich erwähnt. Er ist für die Burg Beckov bekannt.

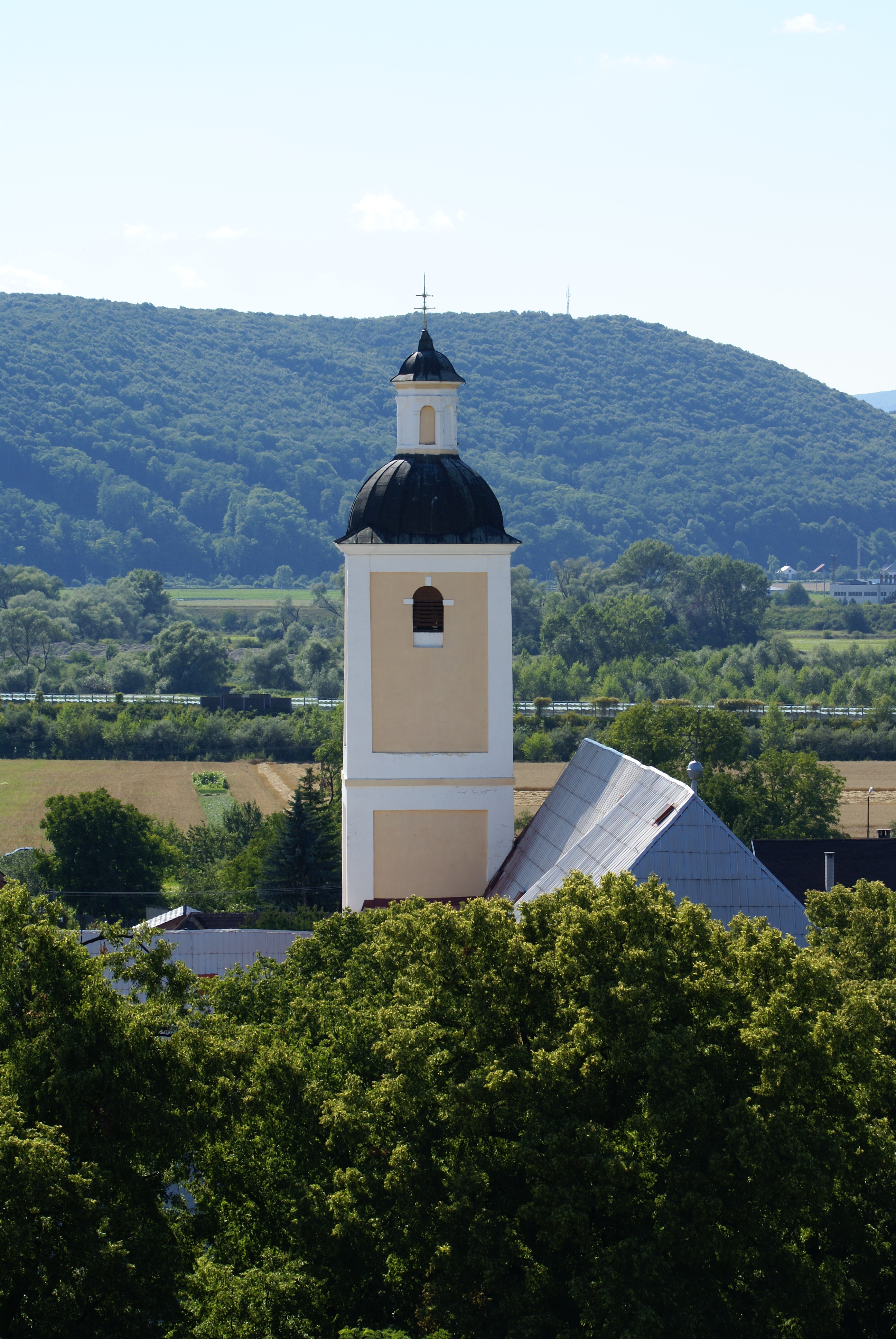
Römisch-katholische Kirche im Ort
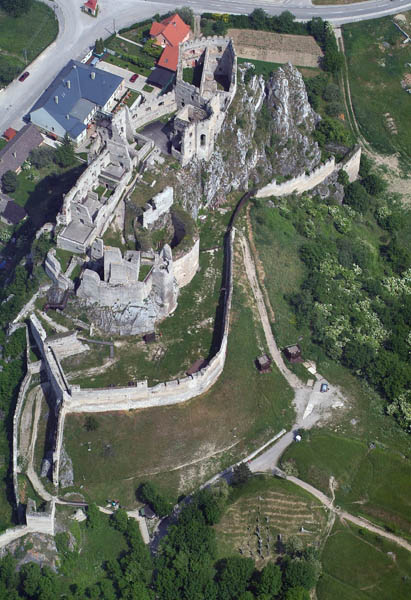
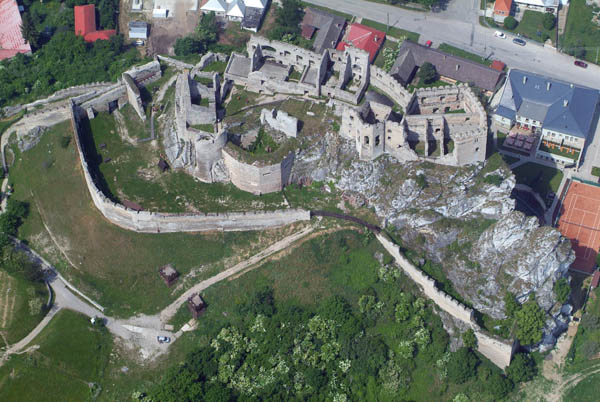
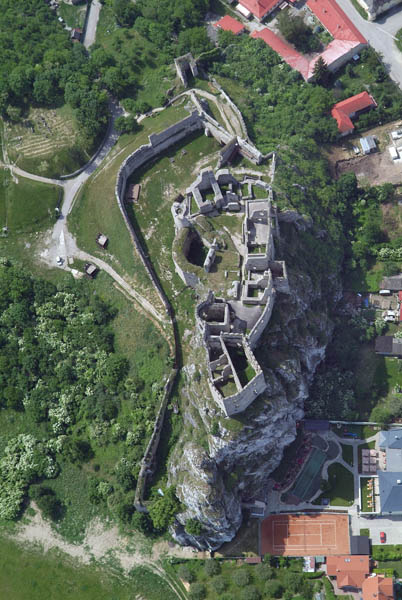

## Bevölkerung
| Jahr                | 1994 | 2004    | 2014    | 2024    |
| ------------------- | ---- | ------- | ------- | ------- |
| Anzahl der Personen | 1360 | 1367    | 1349    | 1458    |
| Unterschied         |      | +0,51 % | −1,31 % | +8,08 % |

| Jahr                | 2023 | 2024    |
| ------------------- | ---- | ------- |
| Anzahl der Personen | 1466 | 1458    |
| Unterschied         |      | −0,54 % |

## Persönlichkeiten
- Dionýs Štúr  (1827–1893), Geologe und Paläontologe
- Jozef Miloslav Hurban (1817–1888), Schriftsteller, Journalist und Politiker
- László Mednyánszky (1852–1919), Landschaftsmaler

## Kultur
- Jüdischer Friedhof (Beckov)